# Circobotys elongata
Circobotys elongata là một loài bướm đêm trong họ Crambidae.